# Sporting Clube Olhanense
L'Sporting Clube Olhanense és un club de futbol de la ciutat d'Olhão, Portugal. Va ser fundat el 1910 i juga a la Primera Divisió de Portugal.

## Palmarès
- Copa portuguesa de futbol (1): 
  - 1923/24
- Liga de Honra (1): 
  - 2008/09